# Gelnhausen
Gelnhausen város Németországban, Hessen tartományban. Lakosainak száma 23 841 fő (2023. december 31.). 1974-ig és 2005 óta járási székhely.

## A város részei
- A belváros
- Hailer
- Haitz Kaltenbornnal
- Höchst
- Meerholz
- Roth

## Népesség
A település népességének változása:
| Lakosok száma | 22 687 | 22 873 | 23 073 | 23 220 | 23 679 | 23 841 |
|               | 2015   | 2017   | 2019   | 2021   | 2022   | 2023   |